# Línea 564 (Interurbanos Madrid)
La línea 564 de la red de autobuses interurbanos de Madrid une el intercambiador de Aluche (Madrid) con Pozuelo de Alarcón por Somosaguas Sur.

## Características
Esta línea une el intercambiador de Aluche (Madrid) con Pozuelo de Alarcón, atravesando el sur de Somosaguas, en un trayecto de 45 minutos de duración.
La línea no mantiene los mismos horarios todo el año, durante el mes de agosto se reducen el número de expediciones, además de los días excepcionales vísperas de festivo y festivos de Navidad en los que los horarios también cambian y se reducen.
Está operada por Avanza Movilidad Integral mediante la concesión administrativa VCM-601 - Madrid – Pozuelo de Alarcón –  Majadahonda – Alcorcón (Viajeros Comunidad de Madrid) del Consorcio Regional de Transportes de Madrid.

## Horarios

### 1 septiembre - 31 julio
| Lunes a viernes laborables | Lunes a viernes laborables | Sábados laborables, domingos y festivos | Sábados laborables, domingos y festivos |
| Madrid > Pozuelo           | Pozuelo > Madrid           | Madrid > Pozuelo                        | Pozuelo > Madrid                        |
| 07:07                      | 06:15                      | 07:40                                   | 07:00                                   |
| 07:37                      | 06:45                      | 08:20                                   | 07:40                                   |
| 08:07                      | 07:15                      | 09:00                                   | 08:20                                   |
| 08:37                      | 07:45                      | 09:40                                   | 09:00                                   |
| 08:52                      | 08:00                      | 10:20                                   | 09:40                                   |
| 09:22                      | 08:30                      | 11:00                                   | 10:20                                   |
| 09:52                      | 09:00                      | 11:40                                   | 11:00                                   |
| 10:22                      | 09:30                      | 12:20                                   | 11:40                                   |
| 10:37                      | 09:45                      | 13:00                                   | 12:20                                   |
| 11:07                      | 10:15                      | 13:40                                   | 13:00                                   |
| 11:37                      | 10:45                      | 14:20                                   | 13:40                                   |
| 12:07                      | 11:15                      | 15:00                                   | 14:20                                   |
| 12:22                      | 11:30                      | 15:40                                   | 15:00                                   |
| 12:52                      | 12:00                      | 16:20                                   | 15:40                                   |
| 13:22                      | 12:30                      | 17:00                                   | 16:20                                   |
| 13:52                      | 13:00                      | 17:40                                   | 17:00                                   |
| 14:07                      | 13:15                      | 18:20                                   | 17:40                                   |
| 14:37                      | 13:45                      | 19:00                                   | 18:20                                   |
| 15:07                      | 14:15                      | 19:40                                   | 19:00                                   |
| 15:37                      | 14:45                      | 20:20                                   | 19:40                                   |
| 16:07                      | 15:15                      | 21:00                                   | 20:20                                   |
| 16:37                      | 15:45                      | 21:40                                   | 21:00                                   |
| 17:22                      | 16:30                      | 22:20                                   | 21:40                                   |
| 17:52                      | 17:00                      | 23:00                                   | 22:20                                   |
| 18:22                      | 17:30                      |                                         |                                         |
| 19:07                      | 18:15                      |                                         |                                         |
| 19:37                      | 18:45                      |                                         |                                         |
| 20:07                      | 19:15                      |                                         |                                         |
| 20:52                      | 20:00                      |                                         |                                         |
| 21:22                      | 20:30                      |                                         |                                         |
| 21:52                      | 21:00                      |                                         |                                         |
| 22:37                      | 21:45                      |                                         |                                         |
| 23:07                      | 22:15                      |                                         |                                         |

### 1 - 31 agosto
| Lunes a viernes laborables | Lunes a viernes laborables | Sábados laborables, domingos y festivos | Sábados laborables, domingos y festivos |
| Madrid > Pozuelo           | Pozuelo > Madrid           | Madrid > Pozuelo                        | Pozuelo > Madrid                        |
| 07:06                      | 06:22                      | 08:00                                   | 07:20                                   |
| 07:50                      | 07:06                      | 09:20                                   | 08:40                                   |
| 08:34                      | 07:50                      | 10:40                                   | 10:00                                   |
| 09:18                      | 08:34                      | 12:00                                   | 11:20                                   |
| 10:02                      | 09:18                      | 13:20                                   | 12:40                                   |
| 10:46                      | 10:02                      | 14:40                                   | 14:00                                   |
| 11:30                      | 10:46                      | 16:00                                   | 15:20                                   |
| 12:14                      | 11:30                      | 17:20                                   | 16:40                                   |
| 12:58                      | 12:14                      | 18:40                                   | 18:00                                   |
| 13:42                      | 12:58                      | 20:00                                   | 19:20                                   |
| 14:26                      | 13:42                      | 21:20                                   | 20:40                                   |
| 15:10                      | 14:26                      | 22:40                                   | 22:00                                   |
| 15:54                      | 15:10                      |                                         |                                         |
| 16:38                      | 15:54                      |                                         |                                         |
| 17:22                      | 16:38                      |                                         |                                         |
| 18:06                      | 17:22                      |                                         |                                         |
| 18:50                      | 18:06                      |                                         |                                         |
| 19:34                      | 18:50                      |                                         |                                         |
| 20:18                      | 19:34                      |                                         |                                         |
| 21:02                      | 20:18                      |                                         |                                         |
| 21:46                      | 21:02                      |                                         |                                         |
| 22:30                      | 21:46                      |                                         |                                         |
| 23:14                      | 22:30                      |                                         |                                         |

## Recorrido y paradas

### Sentido Pozuelo
| Código | Parada                                  | Común con                                              | Conexiones con Metro y Cercanías | Municipio          | Zona |
| ------ | --------------------------------------- | ------------------------------------------------------ | -------------------------------- | ------------------ | ---- |
| 08381  | Maqueda - Aluche                        | 562                                                    | Aluche                           | Madrid             |      |
| 4301   | Maqueda - Tembleque                     | H 562                                                  |                                  | Madrid             |      |
| 4303   | Campamento                              | H 560 562                                              | Campamento                       | Madrid             |      |
| 08458  | Av. Poblados - Empalme                  | 560 561 561A 561B 562 563 571 572 574 591              | Empalme                          | Madrid             |      |
| 08409  | Ctra. Cchel. a Aravaca - Colonia Jardín | 510A 532 560 561 561A 561B 562 563 571 572 573 574 591 | Colonia Jardín                   | Madrid             |      |
| 08654  | Ctra. M502 - Urb. Los Ángeles           | 560 561 561A 561B 562 563 571 572 573 574              |                                  | Pozuelo de Alarcón |      |
| 08658  | Ctra. M502 - Est. Prado De La Vega      | 560 561 561A 561B 562 563                              | Prado de la Vega                 | Pozuelo de Alarcón |      |
| 13115  | Av. Los Ángeles - Albacete              |                                                        |                                  | Pozuelo de Alarcón |      |
| 13117  | Av. Los Ángeles - Cuenca                |                                                        |                                  | Pozuelo de Alarcón |      |
| 17665  | Av. Los Ángeles - P.º Casa de Campo     |                                                        |                                  | Pozuelo de Alarcón |      |
| 17308  | Av. Rodajos - Herrerillo                |                                                        |                                  | Pozuelo de Alarcón |      |
| 08666  | Prado del Rey - Campus Somosaguas       |                                                        | Somosaguas Sur                   | Pozuelo de Alarcón |      |
| 08669  | Solano - Centro Comercial               | 562 658                                                |                                  | Pozuelo de Alarcón |      |
| 06349  | Solano - Aquilón                        | 562 658                                                |                                  | Pozuelo de Alarcón |      |
| 09383  | Aquilón - Volturno                      | 562 658                                                |                                  | Pozuelo de Alarcón |      |
| 11646  | Volturno - Cierzo                       | 562 658                                                |                                  | Pozuelo de Alarcón |      |
| 10583  | Abrego - Mistral                        | 562 658 658A                                           |                                  | Pozuelo de Alarcón |      |
| 12441  | Mistral - P.º Hontanar                  | 562 658 658A                                           |                                  | Pozuelo de Alarcón |      |
| 12438  | P.º Hontanar - P.º Finca                | 562 658 658A                                           |                                  | Pozuelo de Alarcón |      |
| 10581  | P.º Finca - Solano                      | 562 658 658A                                           |                                  | Pozuelo de Alarcón |      |
| 10579  | P.º Finca - Prado Del Rey               | 562 658 658A                                           |                                  | Pozuelo de Alarcón |      |
| 10577  | P.º Finca - Est. Somosaguas Centro      | 562 658 658A                                           | Somosaguas Centro                | Pozuelo de Alarcón |      |
| 08711  | Ctra. M502 - Est. Somosaguas Centro     | 560 561 561B 562 658                                   | Somosaguas Centro                | Pozuelo de Alarcón |      |
| 13198  | P.º del Río - Parque de Bomberos        | 2                                                      |                                  | Pozuelo de Alarcón |      |
| 13196  | P.º Club Deportivo - Ciudad Deportiva   | 2                                                      |                                  | Pozuelo de Alarcón |      |
| 13194  | C.º Alcorcón - Cementerio               | 1 2                                                    |                                  | Pozuelo de Alarcón |      |
| 10855  | C.º Alcorcón - San Juan de la Cruz      | 657 657A 1 2                                           |                                  | Pozuelo de Alarcón |      |
| 06445  | Antonio Becerril - Ayuntamiento         | 561 561A 561B 562 566 650B 656 656A 657 657A 815 1 2 3 |                                  | Pozuelo de Alarcón |      |
| 06287  | Cirilo Palomo - Chinchón                | 562 656 656A 658 2                                     |                                  | Pozuelo de Alarcón |      |
| 06281  | Sagunto - Cirilo Palomo                 | 562 656A 2                                             |                                  | Pozuelo de Alarcón |      |
| 18284  | Luis Béjar - Pza. Padre Vallet          | 562 656 656A 2                                         |                                  | Pozuelo de Alarcón |      |
| 06479  | C.º Huertas - Casa de Cultura           | 562 656A 2                                             |                                  | Pozuelo de Alarcón |      |
| 10501  | C.º Huertas - Colegio                   | 562 656A 2                                             |                                  | Pozuelo de Alarcón |      |
| 06480  | C.º Huertas - Polideportivo             | 562 656A 2                                             |                                  | Pozuelo de Alarcón |      |
| 09376  | C.º Huertas - Policía Nacional          | 562 656A 2                                             |                                  | Pozuelo de Alarcón |      |

### Sentido Madrid
| Código | Parada                                  | Común con                                              | Conexiones con Metro y Cercanías | Municipio          | Zona |
| ------ | --------------------------------------- | ------------------------------------------------------ | -------------------------------- | ------------------ | ---- |
| 09379  | C.º Huertas - Policía Nacional          | 562 656A 3                                             |                                  | Pozuelo de Alarcón |      |
| 19420  | C.º Huertas - Parque Fuente de la Salud | 562 656A 3                                             |                                  | Pozuelo de Alarcón |      |
| 06475  | C.º Huertas - Polideportivo             | 562 656A 3                                             |                                  | Pozuelo de Alarcón |      |
| 10502  | C.º Huertas - Colegio                   | 562 656A 3                                             |                                  | Pozuelo de Alarcón |      |
| 06476  | C.º Huertas - Casa de Cultura           | 562 656A 3                                             |                                  | Pozuelo de Alarcón |      |
| 18369  | Campomanes - Ctra. Majadahonda          | 562 656 656A 3                                         |                                  | Pozuelo de Alarcón |      |
| 06478  | Antonio Becerril - Javier Fdez. Golfín  | 561 561A 561B 562 566 650B 656 656A 657 3              |                                  | Pozuelo de Alarcón |      |
| 06445  | Antonio Becerril - Ayuntamiento         | 561 561A 561B 562 566 650B 656 656A 657 657A 815 1 2 3 |                                  | Pozuelo de Alarcón |      |
| 08700  | Ctra. Carabanchel - Cirilo Palomo       | 561 561A 561B 562 566 650B 657 657A 658 815 1 3        |                                  | Pozuelo de Alarcón |      |
| 13211  | San Juan de la Cruz - C.º Alcorcón      | 657 3                                                  |                                  | Pozuelo de Alarcón |      |
| 13193  | C.º Alcorcón - Cementerio               | 1 3                                                    |                                  | Pozuelo de Alarcón |      |
| 13195  | P.º Club Deportivo - Ciudad Deportiva   | 1 3                                                    |                                  | Pozuelo de Alarcón |      |
| 13197  | P.º del Río - Parque de Bomberos        | 3                                                      |                                  | Pozuelo de Alarcón |      |
| 16950  | Ctra. M502 - Est. Somosaguas Centro     | 560 561 561B 562 658                                   | Somosaguas Centro                | Pozuelo de Alarcón |      |
| 10578  | P.º Finca - Prado Del Rey               | 562 658 658A                                           |                                  | Pozuelo de Alarcón |      |
| 10580  | P.º Finca - Solano                      | 562 658 658A                                           |                                  | Pozuelo de Alarcón |      |
| 12439  | P.º Hontanar - P.º Finca                | 562 658 658A                                           |                                  | Pozuelo de Alarcón |      |
| 12440  | Mistral - P.º Hontanar                  | 562 658 658A                                           |                                  | Pozuelo de Alarcón |      |
| 10582  | Abrego - Mistral                        | 562 658 658A                                           |                                  | Pozuelo de Alarcón |      |
| 11647  | Volturno - Cierzo                       | 562 658                                                |                                  | Pozuelo de Alarcón |      |
| 09382  | Aquilón - Volturno                      | 562 658                                                |                                  | Pozuelo de Alarcón |      |
| 08670  | Solano - Aquilón                        | 562 658                                                |                                  | Pozuelo de Alarcón |      |
| 08671  | Solano - Centro Comercial               | 562 658                                                |                                  | Pozuelo de Alarcón |      |
| 08667  | Prado del Rey - Campus Somosaguas       |                                                        | Somosaguas Sur                   | Pozuelo de Alarcón |      |
| 17309  | Av. Rodajos - Herrerillo                |                                                        |                                  | Pozuelo de Alarcón |      |
| 17664  | Av. Los Ángeles - P.º Casa de Campo     |                                                        |                                  | Pozuelo de Alarcón |      |
| 13116  | Av. Los Ángeles - Cuenca                |                                                        |                                  | Pozuelo de Alarcón |      |
| 13114  | Av. Los Ángeles - Albacete              |                                                        |                                  | Pozuelo de Alarcón |      |
| 08659  | Ctra. M502 - Est. Prado De La Vega      | 560 561 561A 561B 562 563                              | Prado de la Vega                 | Pozuelo de Alarcón |      |
| 08708  | Ctra. M502 - Urb. Los Ángeles           | 560 561 561A 561B 562 563                              |                                  | Pozuelo de Alarcón |      |
| 08653  | Ctra. M502 - Gta. Arroyo Meaques        | 560 561 561A 561B 562 563 571 572 573 574              |                                  | Pozuelo de Alarcón |      |
| 08410  | Ctra. Cchel. A Aravaca - Colonia Jardín | 560 561 561A 561B 562 563 571 572 573 574 591          | Colonia Jardín                   | Madrid             |      |
| 3592   | Avenida de los Poblados-Empalme         | 36 H 561 561A 561B 562 563 571 572 574 591             | Empalme                          | Madrid             |      |
| 3209   | Avenida de los Poblados-Aluche          | 131 H 561 561A 561B 562 563                            | Aluche                           | Madrid             |      |
| 08381  | Maqueda - Aluche                        | 562                                                    | Aluche                           | Madrid             |      |